# Янковский, Фёдор Михайлович
Фёдор Миха́йлович Янко́вский (бел. Фёдар Міха́йлавіч Янко́ўскі; 1918—1989) — белорусский советский писатель, филолог. Доктор филологических наук (1970), профессор (1971). Заслуженный деятель науки Белорусской ССР (1972). Член Союза писателей СССР (1968).

## Биография

Могила Янковского на Восточном кладбище Минска.

Родился в белорусской крестьянской семье в деревне Клетное Глусского района Могилёвской области Белорусской ССР.
В 1936 году закончил Рогачёвский педагогический техникум, в 1939 году заочно — Минский учительский институт.
Принимал участие в советско-финской войне 1939—1940 годов, был ранен. Во время Великой Отечественной войны — разведчик, начальник разведки партизанского отряда «Грозный» (Логойский район).
В 1944—1946 годах работал ответственным секретарем редакции глусской районной газеты «Сацыялістычная вёска», а также учителем в Глусской средней школе. В 1948 году окончил филологический факультет Гродненского педагогического института. Преподавал в Радошковичской средней школе (1948—1951). С 1953 года — преподаватель в Минском педагогическом институте имени М. Горького, в 1956—1982 годах — заведующий, а с 1983 года — профессор кафедры белорусского языковедения данного института.
Умер 13 ноября 1989 года.

## Научная деятельность
Дебютировал в республиканской печати в 1936 году (в журнале «Работніца і калгасніца Беларусі»). исследовал белорусский народный язык, фонетику, морфологию и синтаксис белорусского литературного языка, историю белорусского языка.
Автор книг «Дыялектны слоўнік» (вып. 1-3, 1959—1970), «Беларускае літаратурнае вымаўленне» (1960), «Пытанні культуры мовы» (1961), «Вусная мова і выразнае чытанне» (с У. Колесником, 1962), «Роднае слова» (1967, 2-е издание в 1972, 3-е под названием «Беларуская мова» в 1978), «Беларуская фразеалогія» (1968, 1981), «Беларускія народныя параўнанні» (1973), «Гістарычная граматыка беларускай мовы» (ч. I — 1974, ч. II — 1977), «Сучасная беларуская мова» (1984), «Само слова гаворыць» (1986). Издал «Фразеалагічны слоўнік» (с Н. Гаврош і І. Я. Лепешевым, 1973). Составитель сборника афоризмов, пословиц и поговорок, сравнений, фразеалогизмов «З беларускіх літаратурных крыніц» (1960), «Беларускія народныя прыказкі, прымаўкі» (1957), «Беларускія прыказкі, прымаўкі, фразеалагізмы» (1962). Один из авторов пособий для высших учебных заведений «Сучасная беларуская літаратурная мова» (1976, 1984), «Практыкум па беларускай мове» (1980) и др.

## Основные научные труды
Фёдор Михайлович Янковский изучал белорусскую фразеологию, занимался проблемами стилистики и культуры языка.
- Янкоўскі, Ф. М. Беларускае літаратурнае вымаўленне / Ф. М. Янкоўскі. — Мінск: Народная асвета, 1976. — 95 с.
- Янкоўскі, Ф. М. Беларускія народныя параўнанні : кароткі слоўнік / Ф. М. Янкоўскі. — Мінск: Вышэйшая школа, 1973. — 237 с.
- Янкоўскі, Ф. М. Беларускія народныя прыказкі і прымаўкі / Ф. М. Янкоўскі. — Мінск: Дзяржаўнае выдавецтва БССР, 1957. — 451 с.
- Янкоўскі, Ф. М. Беларускія прыказкі, прымаўкі, фразеалагізмы / Ф. М. Янкоўскі. — Мінск: Выд-ва АН БССР, 1962.
- Янкоўскі, Ф. М. Беларуская фразеалогія. Фразеалагізмы, іх значэнне, ужыванне / Ф. М. Янкоўскі. — Мінск: Вышэйшая школа, 1968.
- Янкоўскі, Ф. М. Гістарычная граматыка беларускай мовы / Ф. М. Янкоўскі. — Мінск: Вышэйшая школа, 1989. — 301 с.
- Янкоўскі, Ф. М. Дыялектны слоўнік : Вып. 1—3 / Ф. М. Янкоўскі. — Мінск: Навука і тэхніка, 1959—1970.
- Янкоўскі, Ф. М. Крылатыя словы і афарызмы : З беларускіх літаратурных крыніц / Ф. М. Янкоўскі. — Мінск : Выд-ва АН БССР, 1960.
- Янкоўскі, Ф. М. Пытанні культуры мовы / Ф. М. Янкоўскі. — Мінск: Выд-ва М-ва вышэйш.,сярэд.спец.і праф.адукацыі БССР, 1961.
- Янкоўскі, Ф. М. Роднае слова / Ф. М. Янкоўскі. — Мінск: Вышэйшая школа, 1972. — 447 c.
- Янкоўскі, Ф. М. Само слова гаворыць : Філалагічныя эцюды, абразкі, артыкулы / Ф. М. Янкоўскі. — Мінск: Мастацкая літаратура, 1986. — 346 c.

## Литературные произведения
Литературной деятельностью занимался с 1936 года. Член Союза писателей СССР с 1968 года. Основной жанр литературных произведений Ф. М. Янковского — новелла, лирическая миниатюра и филологический этюд.
- Янкоўскі, Ф. М. Абразкі / Ф. М. Янкоўскі. — Мінск : Мастацкая літаратура, 1975.
- Янкоўскі, Ф. М. Прыпыніся на часінку / Ф. М. Янкоўскі. — Мінск : Мастацкая літаратура, 1979. — 208 с.
- Янкоўскі, Ф. М. І за гарою пакланюся / Ф. М. Янкоўскі. — Мінск : Мастацкая літаратура, 1982. — 238 с.
- Янкоўскі, Ф. М. Радасць і боль / Ф. М. Янкоўскі. — Мінск : Юнацтва, 1984. — 475 с.
- Янкоўскі, Ф. М. З нялёгкіх дарог / Ф. М. Янкоўскі. — Мінск : Мастацкая літаратура, 1988.

## Награды
Награждён орденами Отечественной войны I степени и Красной Звезды, медалями, Почетной Грамотой и Грамотой Верховного Совета БССР.

## Память
Имя учёного носит одна из улиц Минска, на которой открыта мемориальная доска его имени